# Henry Lowry-Corry
Henry Thomas Lowry-Corry (ur. 9 marca 1803, zm. 6 marca 1873) – brytyjski polityk, członek Partii Konserwatywnej, minister w rządach lorda Derby’ego i Benjamina Disraelego.
Był młodszym synem Somerseta Lowry-Corry’ego, 2. hrabiego Belmore, i lady Juliany Butler, córki 2. hrabiego Carrick. Ożenił się z Harriet Ashley-Cooper, córką 6. hrabiego Shaftesbury. Miał z nią syna, Montagu, późniejszego 1. barona Rowton.
Od 1825 r. zasiadał w Izbie Gmin jako reprezentant okręgu Tyrone. W latach 1834–1835 był kontrolerem Dworu Królewskiego. W 1841 r. został cywilnym lordem Admiralicji. W latach 1845–1846 i 1858–1859 był pierwszym sekretarzem przy Admiralicji. W 1866 r. został wiceprzewodniczącym Komitetu Edukacji. W latach 1867–1868 był pierwszym lordem Admiralicji.
W 1868 r., jako najdłuższy stażem deputowany, został Ojcem Izby Gmin.